# Paweł Buzek
Paweł Buzek (ur. 17 maja 1909 w Końskiej, zm. 12 listopada 1953 w Chorzowie), inżynier elektryk. Kurator parafii ewangelicko-augsburskiej w Chorzowie, ojciec Jerzego Buzka, premiera rządu RP (1997–2001), przewodniczącego Parlamentu Europejskiego (2009–2012).

## Życiorys
Urodził się 17 maja 1909 w Końskiej na Śląsku Cieszyńskim. Wnuk Jerzego, bratanek Józefa i Andrzeja. Po ukończeniu szkoły średniej w Cieszynie, uzyskał świadectwo dojrzałości w 1927 roku. Studiował na Wydziale Elektrycznym Politechniki Gdańskiej, gdzie w 1935 roku obronił dyplom inżyniera.
Po studiach przeprowadził się do Chorzowa oraz podjął pracę w Śląskich Zakładach Elektrycznych. Zaangażował się tutaj w życie wspólnoty religijnej parafii ewangelicko-augsburskiej w Chorzowie. Był członkiem Rady Parafialnej, a od 1946 roku jej kuratorem.
Po wybuchu II wojny światowej wyjechał do Śmiłowic na Zaolziu (Śląsk Cieszyński), gdzie urodził mu się syn Jerzy, późniejszy premier (1997-2001) i przewodniczący Parlamentu Europejskiego (2009-2012).
Po zakończeniu wojny powrócił wraz z rodziną do Chorzowa. Pracował w Zjednoczeniu Energetycznym w Katowicach, jako dyrektor techniczny Zakładu Sieci Elektroenergetycznych w Gliwicach, później jako kierownik Działu Wykonawstwa Sieci w Ministerstwie Górnictwa i Energetyki, gdzie pracował aż do śmierci.
Zmarł niespodziewanie 12 listopada 1953 roku w Chorzowie, pozostawiając żonę z dwójką dzieci: 13-letnim Jerzym oraz 16-letnią Heleną. Został pochowany na tamtejszym cmentarzu ewangelickim.

## Odznaczenia
Odznaczony Srebrnym Krzyżem Zasługi.